# Esquema (psicologia)
Na psicologia e na ciência cognitiva, um esquema (do grego schēmat ou schēma, traduzido como "figura") descreve um padrão de pensamento ou comportamento que organiza categorias de informação e as relações entre elas. Também pode ser descrito como uma estrutura mental de ideias preconcebidas, uma estrutura que representa algum aspecto do mundo, ou um sistema de organização e percepção de novas informações, como um esquema mental ou modelo conceitual. Os esquemas influenciam a atenção e a absorção de novos conhecimentos: as pessoas são mais propensas a notar coisas que se encaixam em seus esquemas, enquanto reinterpretam contradições ao esquema como exceções ou as distorcem para se encaixarem. Os esquemas tendem a permanecer inalterados, mesmo diante de informações contraditórias. Os esquemas podem ajudar a compreender o mundo e o ambiente em rápida mudança. As pessoas podem organizar novas percepções em esquemas rapidamente, pois a maioria das situações não requer pensamento complexo ao usar esquemas, já que o pensamento automático supre essa necessidade.
As pessoas usam esquemas para organizar o conhecimento atual e fornecer uma estrutura para compreensão futura. Exemplos de esquemas incluem modelos mentais, esquemas sociais, estereótipos, papéis sociais, roteiros, visões de mundo, heurísticas e arquétipos. Na teoria do desenvolvimento de Piaget, as crianças constroem uma série de esquemas, com base nas interações que vivenciam, para ajudá-las a compreender o mundo.